# Aneulophus congoensis
Aneulophus congoensis là một loài thực vật có hoa trong họ Erythroxylaceae. Loài này được Gram mô tả khoa học đầu tiên năm 1934.